# Karlo Erak
Karlo Erak (Šibenik, Croacia; 19 de abril de 1995) es un waterpolista croata que actualmente juega por el club Solaris. Su hermano Vice también es waterpolista y juega para el mismo club.